# Маріус Попа
Маріус Попа (рум. Marius Popa, нар. 31 липня 1978, Орадя) — румунський футболіст, що грав на позиції воротаря.
Виступав, зокрема, за клуб «Тімішоара», а також національну збірну Румунії.

## Клубна кар'єра
У дорослому футболі дебютував 1997 року виступами за команду «Біхор», у якій провів три сезони, взявши участь у 34 матчах чемпіонату. 
Протягом 2000—2005 років захищав кольори клубу «Націонал».
Своєю грою за останню команду привернув увагу представників тренерського штабу клубу «Тімішоара», до складу якого приєднався 2005 року. Відіграв за тімішоарську команду наступні чотири сезони своєї ігрової кар'єри. Більшість часу, проведеного у складі «Тімішоари», був основним голкіпером команди.
Згодом з 2009 по 2011 рік грав у складі команд «Інтернаціонал» (Куртя-де-Арджеш) та «Пандурій».
Завершив ігрову кар'єру у команді «Університатя» (Клуж-Напока), за яку виступав протягом 2011—2012 років.

## Виступи за збірну
У 2008 році дебютував в офіційних матчах у складі національної збірної Румунії.
У складі збірної був учасником чемпіонату Європи 2008 року в Австрії та Швейцарії.
Загалом протягом кар'єри в національній команді, яка тривала 2 роки, провів у її формі 2 матчі.